# Stade d'eaux vives d'Épinal
 (août 2024).
La mise en forme du texte ne suit pas les recommandations de Wikipédia : il faut le « wikifier ».
Les points d'amélioration suivants sont les cas les plus fréquents. Le détail des points à revoir est peut-être précisé sur la page de discussion.
- Les titres sont pré-formatés par le logiciel. Ils ne sont ni en capitales, ni en gras.
- Le texte ne doit pas être écrit en capitales (les noms de famille non plus), ni en gras, ni en italique, ni en « petit »…
- Le gras n'est utilisé que pour surligner le titre de l'article dans l'introduction, une seule fois.
- L'italique est rarement utilisé : mots en langue étrangère, titres d'œuvres, noms de bateaux, etc.
- Les citations ne sont pas en italique mais en corps de texte normal. Elles sont entourées par des guillemets français : « et ».
- Les listes à puces sont à éviter, des paragraphes rédigés étant largement préférés. Les tableaux sont à réserver à la présentation de données structurées (résultats, etc.).
- Les appels de note de bas de page (petits chiffres en exposant, introduits par l'outil «  Source ») sont à placer entre la fin de phrase et le point final[comme ça].
- Les liens internes (vers d'autres articles de Wikipédia) sont à choisir avec parcimonie. Créez des liens vers des articles approfondissant le sujet. Les termes génériques sans rapport avec le sujet sont à éviter, ainsi que les répétitions de liens vers un même terme.
- Les liens externes sont à placer uniquement dans une section « Liens externes », à la fin de l'article. Ces liens sont à choisir avec parcimonie suivant les règles définies. Si un lien sert de source à l'article, son insertion dans le texte est à faire par les notes de bas de page.
- La présentation des références doit suivre les conventions bibliographiques. Il est recommandé d'utiliser les modèles {{Ouvrage}}, {{Chapitre}}, {{Article}}, {{Lien web}} et/ou {{Bibliographie}}. Le mode d'édition visuel peut mettre en forme automatiquement les références.
- Insérer une infobox (cadre d'informations à droite) n'est pas obligatoire pour parachever la mise en page.

Pour une aide détaillée, merci de consulter Aide:Wikification.
Si vous pensez que ces points ont été résolus, vous pouvez retirer ce bandeau et améliorer la mise en forme d'un autre article.
 (août 2024).
Le stade d’eaux vives d’Épinal ou Base Natur’O est un stade d’eau vive artificiel situé à Épinal dans les Vosges. Localisé au port d’Épinal, sur les rives de la Moselle et du Canal de l'Est, c'est aussi un parc aquatique à usage récréatif pour le grand public.

## Histoire
L’ancien bassin d’eau vive en centre ville d’Épinal, inauguré sur un bras de la Moselle quai des Bons-Enfants en 1988, ne répondait plus aux normes internationales[Lesquelles ?] . Fortement dépendant du débit de la rivière, il devenait aussi difficilement utilisable en période de sécheresse. En 2019, la Communauté d'agglomération d’Épinal lance une étude de faisabilité nouveau site au niveau du port de plaisance d’Épinal.
Un plateau technique d’entrainement inondation est incorporé dès la genèse du projet afin de permettre aux sapeurs-pompiers de s’entrainer sur différentes situations d’urgences en cas d'inondation.
L'équipement est inauguré le 3 juillet 2022.

## Caractéristiques
Le parcours prend la forme d’un U d'une longueur de 200 mètres (100 premiers mètres en béton lisse, les 100 derniers mètres en enrochement), d’une largeur de 10 mètres, pour un dénivelé 3,3 mètres (soit 1,5% de pente en moyenne).
Il est alimenté en eau par une station de pompage composée de 3 vis d’Archimède de 4 mètres de diamètre d’une puissance unitaire de 200 kVA, depuis la retenue du barrage de la Gosse en aval jusqu'à la vasque de départ pour un débit variable de 3 à 12m3/s. Cette retenu d’eau permet une utilisation toute l’année même en période de forte chaleur.
Un gradin naturel de 200 places et un tapis roulant motorisé permet de rejoindre la vasque de départ. Pour un niveau de difficulté de classe II à III.
Le parc aquatique environnement permet de pratiquer le rafting, la bouée, la vague à surf, le canoë-kayak.

## Événements
Le stade a été le lieu des épreuves pour la première manche de la coupe de France N1 slalom en 2023 et la finale de la coupe de France de N2 slalom en 2024. Il est retenu en 2022 comme centre de préparation aux Jeux olympiques d'été 2024 de Paris.